# Diplogaster armatus
Diplogaster armatus is een rondwormensoort uit de familie van de Diplogasteridae.